# 626 p.n.e.
| [ Edytuj tabelę ] | |
| Król Asyrii       | - 631 p.n.e. Aszur-etel-ilani 626 p.n.e. - 626 p.n.e. Sin-szarra-iszkun 612 p.n.e.                                                                        |
| Król Babilonu     | - 648 p.n.e. Kandalanu 626 p.n.e. - 626 p.n.e. Sin-szumu-liszir 626 p.n.e. - 626 p.n.e. Sin-szarra-iszkun 626 p.n.e. - 626 p.n.e. Nabopolassar 605 p.n.e. |
| Władca Chin       | - 652 p.n.e. Xiangwang 619 p.n.e. |
| Władca Egiptu     | - 664 p.n.e. Psametych I 610 p.n.e. |
| Król Judy         | - 641 p.n.e. Jozjasz 609 p.n.e. |
| Tyran Koryntu     | - 627 p.n.e. Periander 585 p.n.e. |
| Król Lidii        | - 652 p.n.e. Ardys 625 p.n.e. |
| Król Macedonii    | - 640 p.n.e. Filip I 602 p.n.e. |
| Król Medów        | - 678 p.n.e. Fraortes 625 p.n.e. |
| Władca Persji     | - 640 p.n.e. Ariaramnes 595 p.n.e. - 640 p.n.e. Cyrus I 600 p.n.e.                                                                                        |
| Król Rzymu        | - 642 p.n.e. Ankus Marcjusz 617 p.n.e. |
| Władca Urartu     | - 639 p.n.e. Sarduri III 625 p.n.e. |

Rok 626 p.n.e.
stulecia: VIII wiek p.n.e. ~
VII wiek p.n.e. ~
VI wiek p.n.e.

lata: 636 p.n.e. «
630 p.n.e. «
629 p.n.e. «
628 p.n.e. «
627 p.n.e. «
626 p.n.e. »
625 p.n.e. »
624 p.n.e. »
623 p.n.e. »
622 p.n.e. »
616 p.n.e.

## Wydarzenia
Bliski wschód
- Bunt Chaldejczyków przeciw hegemonii Asyrii.
- 23 listopada – Nabopalasar, Chaldejczyk, ogłosił się królem w Babilonie, początek państwa nowobabilońskiego.
- Jozjasz, król Judy, zabronił w Jerozolimie uroczystości pogańskich.
- Jeremiasz rozpoczął działalność prorocką.
- Egipcjanie przejęli miasto Aszdod.